# Usiacurí
Usiacurí – miasto w Kolumbii, w departamencie Atlántico.